# 北海道追分高等学校
北海道追分高等学校（ほっかいどうおいわけこうとうがっこう、Hokkaido Oiwake High School）は、北海道勇払郡安平町（旧追分町）に所在する道立高等学校。
2018年4月現在の全校生徒数は103人、最盛期には400人以上が在籍していた。

## 概要
1951年に独立した。2010年代に入り生徒数は1クラス20人弱と減少傾向にあったが、ここ最近は「進路の指導強化」「ボランティア活動による町民との関係」「安平町の支援強化」が成功し定員の40名には届かないものの30人を超えることが多い。
2018年9月6日に発生した胆振東部地震で体育館が被害を被った。2019年2月現在未だに復旧しておらず、道によると復旧には3年弱の見込み。

## 沿革
- 1949年1月31日 - 北海道立苫小牧高等学校追分分校（定時制）として設置認可。
- 1949年2月4日 - 開校式挙行。校舎は追分中学校・鉄道職員養成所を間借りする。
- 1949年4月5日 - 第1回入学式挙行。
- 1951年 - 北海道追分高等学校として独立。
- 1952年11月1日 - 独立校舎となる（旧鉄道練成所）。
- 1953年4月1日 - 全日制普通科1学級・家庭科1学級、定時制普通科1学級設置。
- 1956年7月1日 - 本校舎・体育館落成。
- 1958年 - 道立移管。
- 1959年4月1日 - 定時制募集停止（1962年3月31日閉課）。

　　全日制普通科1間口増
- 1963年4月1日 -　全日制普通科1間口増（普通科3クラス家政科1クラス）
- 1977年7月 -　野球部南北海道大会初出場
- 1981年3月25日 - 校舎改築第1期工事完工。
- 1982年3月24日 - 校舎改築第2期工事完工。
- 1982年12月24日 - 屋内体育館新築工事完工。
- 1983年3月29日 - 校舎改築第3期工事完工。
- 1984年1月20日 - 柔・剣道場新築工事完工。
- 1984年5月20日 - 校舎落成・創立30周年記念式典挙行。
- 1991年4月1日 - 家政科募集停止（1993年3月31日閉課）。
- 1995年4月1日 - 1間口減（1学年2クラス）
- 1997年2月26日 - 平成8年度胆振管内教育実践表彰受賞。
- 1999年9月18日 - 創立50周年記念式典挙行。
- 2006年3月27日 - 所在地の追分町が早来町と新設合併、安平町となる。
- 2010年4月1日 - 1間口減（1学年1クラス）
- 2017年3月22日‐ 平成28年度胆振管内教育実践表彰受賞
- 2018年9月6日‐ 北海道胆振地方中東部を震源する「胆振東部地震」発生。校舎も大きな被害を負い休校となる
- 2018年9月18日‐ 学校再開。体育館が使用不可となる（2019年11月1日から使用可能となる。）

## クラブ活動
- サッカー部
- バスケットボール部
- バドミントン部
- 放送局
- 音楽部
- ボランティア同好会